# Sanctuaire faunique de Gajner
 (septembre 2017).
Si vous disposez d'ouvrages ou d'articles de référence ou si vous connaissez des sites web de qualité traitant du thème abordé ici, merci de compléter l'article en donnant les références utiles à sa vérifiabilité et en les liant à la section « Notes et références ».
Le Gajner Wildlife Sanctuary est une réserve naturelle située à Gajner, 30 km environ de Bîkâner, dans l'état du Rajasthan, en Inde.

## Situation
Le conservatoire de la faune sauvage de Gajner, s’étend sur un ancien domaine de chasse du Maharaja de Bîkâner. Au pied du palais d’été, a été creusé un lac artificiel, entouré de forêt et de savane.

## Flore et faune
Au bord du lac qui s’étend sur plusieurs hectares niche une grande variété d’oiseaux, que l’on peut observer, au point du jour, en parcourant la promenade qui longe la rive. Il est un havre pour  plusieurs espèces  d’oiseaux migrateurs.
Les bois qui l’entourent s’étendent jusqu’à la savane qui s'achève en  désert. Parmi les espèces sédentaires on notera la présence de nombreuses espèces d’oiseaux, de cerfs, de  nilgauts, d’ antilopes indiennes, de  chinkaras, de  fennecs et de sangliers.
La réserve est candidate à une possible réintroduction du guépard. 